# برج تلفزيون ناغويا

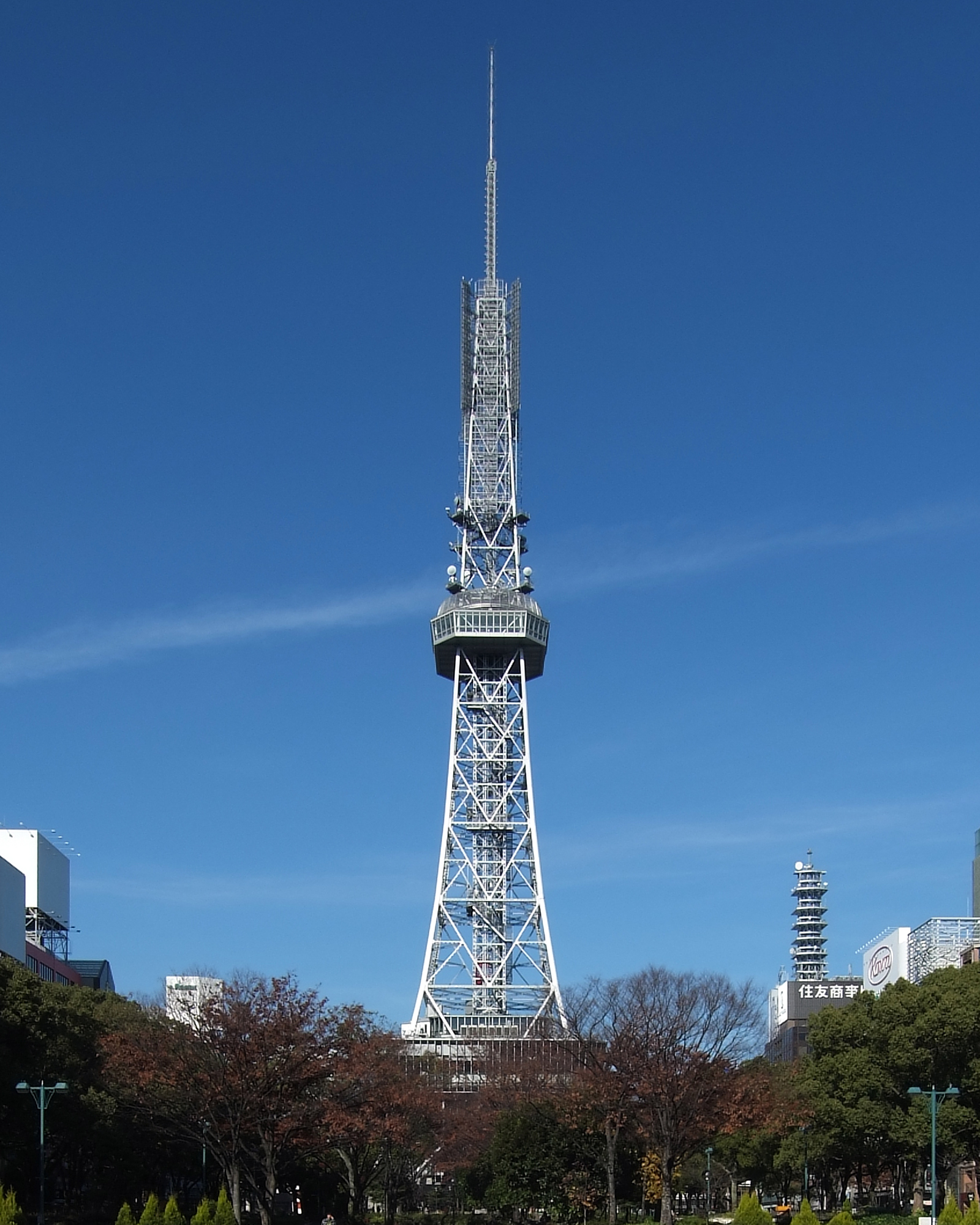
برج تلفزيون ناغويا

برج تلفزيون ناغويا (باليابانية: 名古屋テレビ塔)، هو برج سلكي في مدينة ناغويا اليابانية، افتتح سنة 1954م.

## وصلات خارجية
- http://www.nagoya-tv-tower.co.jp/english/english.html
- http://www2.odn.ne.jp/yoko-tower/towers/nagoya-tv-e.htm
- برج تلفزيون ناغويا  على موقع ستركتر